# Champions Trophy vrouwen 2006
De Champions Trophy voor vrouwen werd in 2001 gehouden in het Nederlandse Amstelveen. Het toernooi werd gehouden van 8 tot en met 16 juli in het Wagener-stadion. De Duitse vrouwen wonnen deze veertiende editie, hun eerste keer.

## Geplaatste landen
De deelnemers zijn de vijf beste landen van de Champions Trophy 2005 en de winnaar van de Champions Challenge 2005.
- Argentinië (vierde Champions Trophy 2005)
- Australië (tweede Champions Trophy 2005)
- China (derde Champions Trophy 2005)
- Duitsland (vijfde Champions Trophy 2005)
- Nederland (winnaar Champions Trophy 2005)
- Nieuw-Zeeland (Winnaar Champions Challenge 2005)

## Uitslagen
Alle tijden zijn in de lokale tijd UTC+2.

### Eerste ronde
De nummers 1 en 2 spelen de finale, de nummers 3 en 4 om het brons en de nummers 5 en 6 om de 5e en 6e plaats.
| Team          | GS | W | G | V | DV | DT | DS  | Ptn |
| ------------- | -- | - | - | - | -- | -- | --- | --- |
| China         | 5  | 3 | 1 | 1 | 12 | 6  | +6  | 10  |
| Duitsland     | 5  | 3 | 0 | 2 | 11 | 8  | +3  | 9   |
| Argentinië    | 5  | 3 | 0 | 2 | 11 | 10 | +1  | 9   |
| Nederland     | 5  | 2 | 2 | 1 | 10 | 5  | +5  | 8   |
| Australië     | 5  | 1 | 2 | 2 | 5  | 6  | –1  | 5   |
| Nieuw-Zeeland | 5  | 0 | 1 | 4 | 0  | 14 | –14 | 1   |

| 8 juli 2006 10:30 |           |       |                                                          |
| Duitsland         | 3 – 2     | China | Scheidsrechters: Stella Bartlema (NED) Lee Keum-Ju (KOR) |
|                   | (verslag) |       | Scheidsrechters: Stella Bartlema (NED) Lee Keum-Ju (KOR) |

| 8 juli 2006 13:00 |           |            |                                                          |
| Nieuw-Zeeland     | 0 – 3     | Argentinië | Scheidsrechters: Chieko Akiyama (JPN) Louise Knipe (ENG) |
|                   | (verslag) |            | Scheidsrechters: Chieko Akiyama (JPN) Louise Knipe (ENG) |

| 8 juli 2006 15:30 |           |           |                                                             |
| Nederland         | 0 – 0     | Australië | Scheidsrechters: Soledad Iparraguirre (ARG) Ute Conen (GER) |
|                   | (verslag) |           | Scheidsrechters: Soledad Iparraguirre (ARG) Ute Conen (GER) |

| 9 juli 2006 11:00 |           |       |                                                      |
| Argentinië        | 1 – 3     | China | Scheidsrechters: Ute Conen (GER) Judy Barnesby (AUS) |
|                   | (verslag) |       | Scheidsrechters: Ute Conen (GER) Judy Barnesby (AUS) |

| 9 juli 2006 13:30 |                      |           |                                                          |
| Nederland         | 3 – 1                | Duitsland | Scheidsrechters: Louise Knipe (ENG) Chieko Akiyama (JPN) |
|                   | (verslag)[dode link] |           | Scheidsrechters: Louise Knipe (ENG) Chieko Akiyama (JPN) |

| 9 juli 2006 16:00 |           |               |                                                     |
| Australië         | 0 – 0     | Nieuw-Zeeland | Scheidsrechters: Hu Youfang (CHN) Lee Keum-Ju (KOR) |
|                   | (verslag) |               | Scheidsrechters: Hu Youfang (CHN) Lee Keum-Ju (KOR) |

| 11 juli 2006 14:00 |           |           |                                                                  |
| China              | 2 – 1     | Australië | Scheidsrechters: Chieko Akiyama (JPN) Soledad Iparraguirre (ARG) |
|                    | (verslag) |           | Scheidsrechters: Chieko Akiyama (JPN) Soledad Iparraguirre (ARG) |

| 11 juli 2006 16:30 |           |            |                                                          |
| Duitsland          | 3 – 1     | Argentinië | Scheidsrechters: Lee Keum-Ju (KOR) Stella Bartlema (NED) |
|                    | (verslag) |            | Scheidsrechters: Lee Keum-Ju (KOR) Stella Bartlema (NED) |

| 11 juli 2006 19:30 |           |           |                                                      |
| Nieuw-Zeeland      | 0 – 4     | Nederland | Scheidsrechters: Judy Barnesby (AUS) Ute Conen (GER) |
|                    | (verslag) |           | Scheidsrechters: Judy Barnesby (AUS) Ute Conen (GER) |

| 13 juli 2006 14:00 |           |           |                                                       |
| Nieuw-Zeeland      | 0 – 3     | Duitsland | Scheidsrechters: Judy Barnesby (AUS) Hu Youfang (CHN) |
|                    | (verslag) |           | Scheidsrechters: Judy Barnesby (AUS) Hu Youfang (CHN) |

| 13 juli 2006 16:30 |           |            |                                                           |
| Australië          | 2 – 3     | Argentinië | Scheidsrechters: Stella Bartlema (NED) Louise Knipe (ENG) |
|                    | (verslag) |            | Scheidsrechters: Stella Bartlema (NED) Louise Knipe (ENG) |

| 13 juli 2006 19:30 |                      |       |                                                                  |
| Nederland          | 1 – 1                | China | Scheidsrechters: Soledad Iparraguirre (ARG) Chieko Akiyama (JPN) |
|                    | (verslag)[dode link] |       | Scheidsrechters: Soledad Iparraguirre (ARG) Chieko Akiyama (JPN) |

| 15 juli 2006 10:00 |           |               |                                                       |
| China              | 4 – 0     | Nieuw-Zeeland | Scheidsrechters: Louise Knipe (ENG) Lee Keum-Ju (KOR) |
|                    | (verslag) |               | Scheidsrechters: Louise Knipe (ENG) Lee Keum-Ju (KOR) |

| 15 juli 2006 12:00 |           |           |                                                                   |
| Duitsland          | 1 – 2     | Australië | Scheidsrechters: Stella Bartlema (NED) Soledad Iparraguirre (ARG) |
|                    | (verslag) |           | Scheidsrechters: Stella Bartlema (NED) Soledad Iparraguirre (ARG) |

| 15 juli 2006 14:00 |                      |           |                                                      |
| Argentinië         | 3 – 2                | Nederland | Scheidsrechters: Judy Barnesby (AUS) Ute Conen (GER) |
|                    | (verslag)[dode link] |           | Scheidsrechters: Judy Barnesby (AUS) Ute Conen (GER) |

## Plaatsingswedstrijden
Om de 5e/6e plaats
| 16 juli 2006 10:00 |           |               |                                                          |
| Australië          | 2 – 1     | Nieuw-Zeeland | Scheidsrechters: Stella Bartlema (NED) Lee Keum-Ju (KOR) |
|                    | (verslag) |               | Scheidsrechters: Stella Bartlema (NED) Lee Keum-Ju (KOR) |

Om de 3e/4e plaats
| 16 juli 2006 12:30 |                       |           |                                                      |
| Argentinië         | 1 – 1 (nv) 1 - 4 (sb) | Nederland | Scheidsrechters: Judy Barnesby (AUS) Ute Conen (GER) |
|                    | (verslag)             |           | Scheidsrechters: Judy Barnesby (AUS) Ute Conen (GER) |

Finale
| 16 juli 2006 15:00 |           |           |                                                                  |
| China              | 2 – 3     | Duitsland | Scheidsrechters: Soledad Iparraguirre (ARG) Chieko Akiyama (JPN) |
|                    | (verslag) |           | Scheidsrechters: Soledad Iparraguirre (ARG) Chieko Akiyama (JPN) |

## Scheidsrechters
- Chieko Akiyama
- Judy Barnesby
- Stella Bartlema
- Ute Conen

- Hu Youfang
- Maria Soledad Iparraguirre
- Louise Knipe
- Lee Keum-Ju

## Topscorers
- In onderstaand overzicht zijn alleen de speelsters opgenomen met twee of meer treffers achter hun naam.

| № | Naam                    | Land       | Goals |
| - | ----------------------- | ---------- | ----- |
| 1 | Hong Xia Li             | China      | 4     |
|   | Yi Bo Ma                | China      | 4     |
|   | Fanny Rinne             | Duitsland  | 4     |
| 2 | Alejandra Gulla         | Argentinië | 2     |
|   | Sylvia Karres           | Nederland  | 2     |
|   | Janine Beermann         | Duitsland  | 2     |
|   | Natascha Keller         | Duitsland  | 2     |
|   | Nadine Ernsting-Krienke | Duitsland  | 2     |
|   | Hong Xia Li             | China      | 2     |
|   | Donna Lee-Patrick       | Australië  | 2     |

## Nederlandse selectie
| Doel                   | Doel                        |
| ---------------------- | --------------------------- |
| Eveline de Haan        | HC Klein Zwitserland        |
| Lisanne de Roever      | Kampong                     |
| Verdediging            |                             |
| Minke Booij            | Hockeyclub 's-Hertogenbosch |
| Chantal de Bruijn      | Amsterdam                   |
| Janneke Schopman       | Hockeyclub 's-Hertogenbosch |
| Sophie Polkamp         | SCHC                        |
| Middenveld             |                             |
| Miek van Geenhuizen    | Laren                       |
| Maartje Paumen         | Hockeyclub 's-Hertogenbosch |
| Minke Smabers          | Laren                       |
| Wieke Dijkstra         | Laren                       |
| Fatima Moreira de Melo | HC Rotterdam                |
| Aanval                 |                             |
| Vera Vorstenbosch      | Hockeyclub 's-Hertogenbosch |
| Eva de Goede           | Kampong                     |
| Sylvia Karres          | Amsterdam                   |
| Naomi van As           | HC Klein Zwitserland        |
| Ellen Hoog             | SCHC                        |
| Kim Lammers            | Laren                       |

## Eindrangschikking
| rang   | land          |
| ------ | ------------- |
| Goud   | Duitsland     |
| Zilver | China         |
| Brons  | Nederland     |
| 4      | Argentinië    |
| 5      | Australië     |
| 6      | Nieuw-Zeeland |

Mannen:
Lahore 1978 ·
Karachi 1980 ·
Karachi 1981 ·
Amstelveen 1982 ·
Karachi 1983 ·
Karachi 1984 ·
Perth 1985 ·
Karachi 1986 ·
Amstelveen 1987 ·
Lahore 1988 ·
Berlijn 1989 ·
Melbourne 1990 ·
Berlijn 1991 ·
Karachi 1992 ·
Kuala Lumpur 1993 ·
Lahore 1994 ·
Berlijn 1995 ·
Chennai 1996 ·
Adelaide 1997 ·
Lahore 1998 ·
Brisbane 1999 ·
Amstelveen 2000 ·
Rotterdam 2001 ·
Keulen 2002 ·
Amstelveen 2003 ·
Lahore 2004 ·
Chennai 2005 ·
Barcelona 2006 ·
Kuala Lumpur 2007 ·
Rotterdam 2008 ·
Melbourne 2009 ·
Mönchengladbach 2010 ·
Auckland 2011 ·
Melbourne 2012 ·
Bhubaneswar 2014 ·
Londen 2016 ·
Breda 2018
Vrouwen:
Amstelveen 1987 ·
Frankfurt 1989 ·
Berlijn 1991 ·
Amstelveen 1993 ·
Mar del Plata 1995 ·
Berlijn 1997 ·
Brisbane 1999 ·
Amstelveen 2000 ·
Amstelveen 2001 ·
Macau 2002 ·
Sydney 2003 ·
Rosario 2004 ·
Canberra 2005 ·
Amstelveen 2006 ·
Quilmes 2007 ·
Mönchengladbach 2008 ·
Melbourne 2009 ·
Nottingham 2010 ·
Amstelveen 2011 ·
Rosario 2012 ·
Mendoza 2014 ·
Londen 2016 ·
Changzhou 2018